# Санта-Мария-дель-Пополо
Санта-Мария-дель-Пополо (итал. Basilica di Santa Maria del Popolo) — церковь ордена августинцев в Риме.

## История

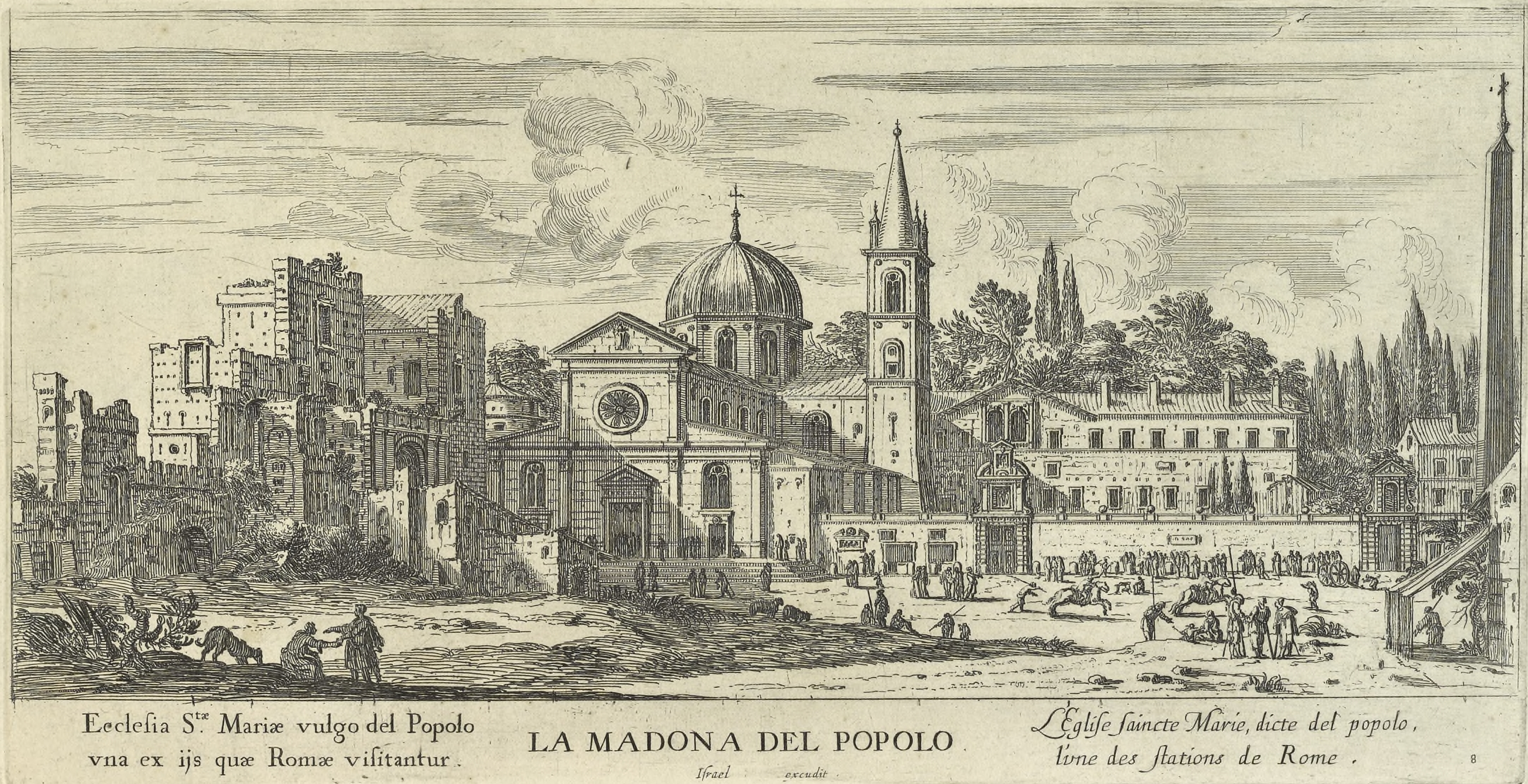
Церковь на гравюре середины XVII века.

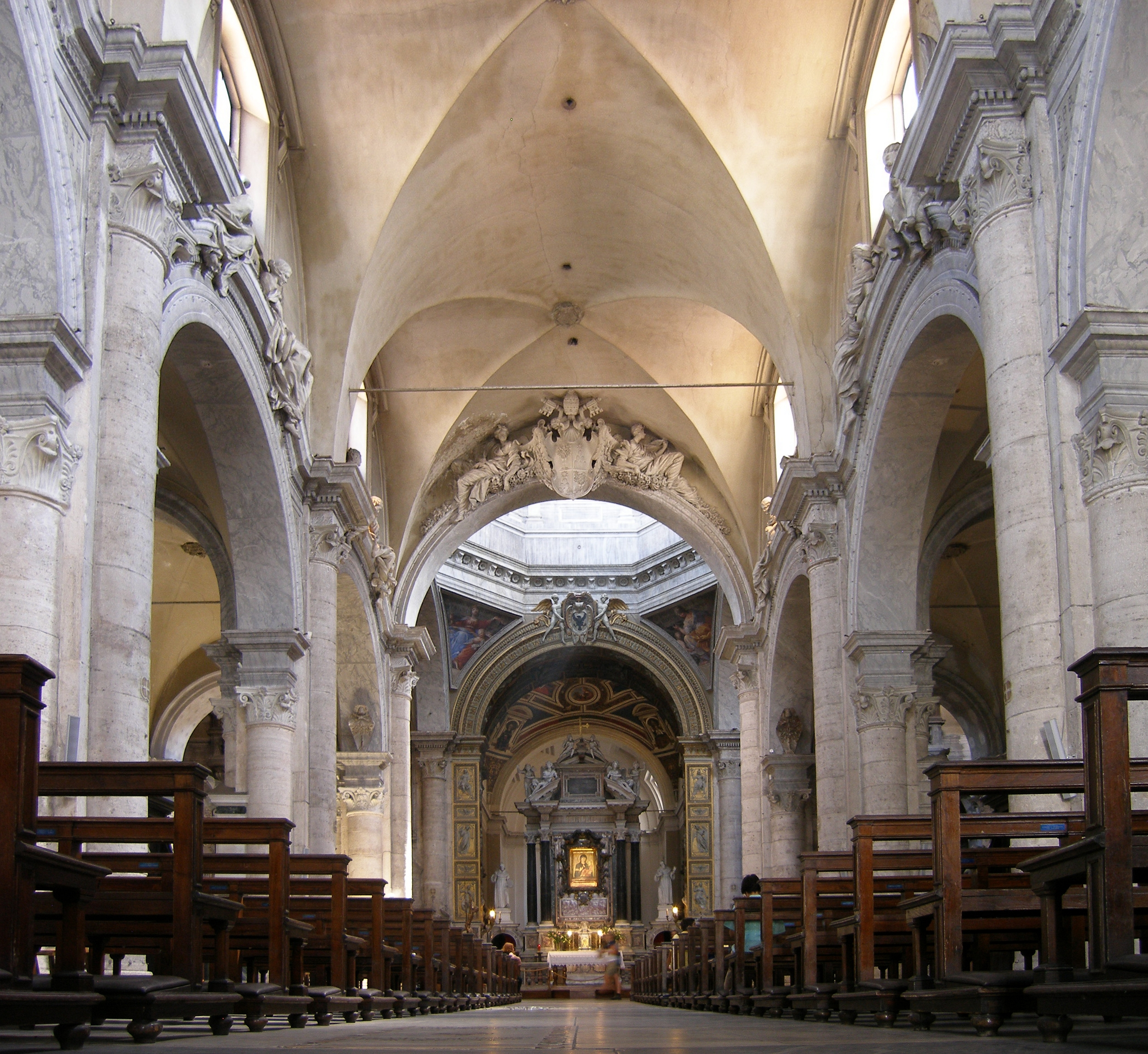
Интерьер церкви, 2007

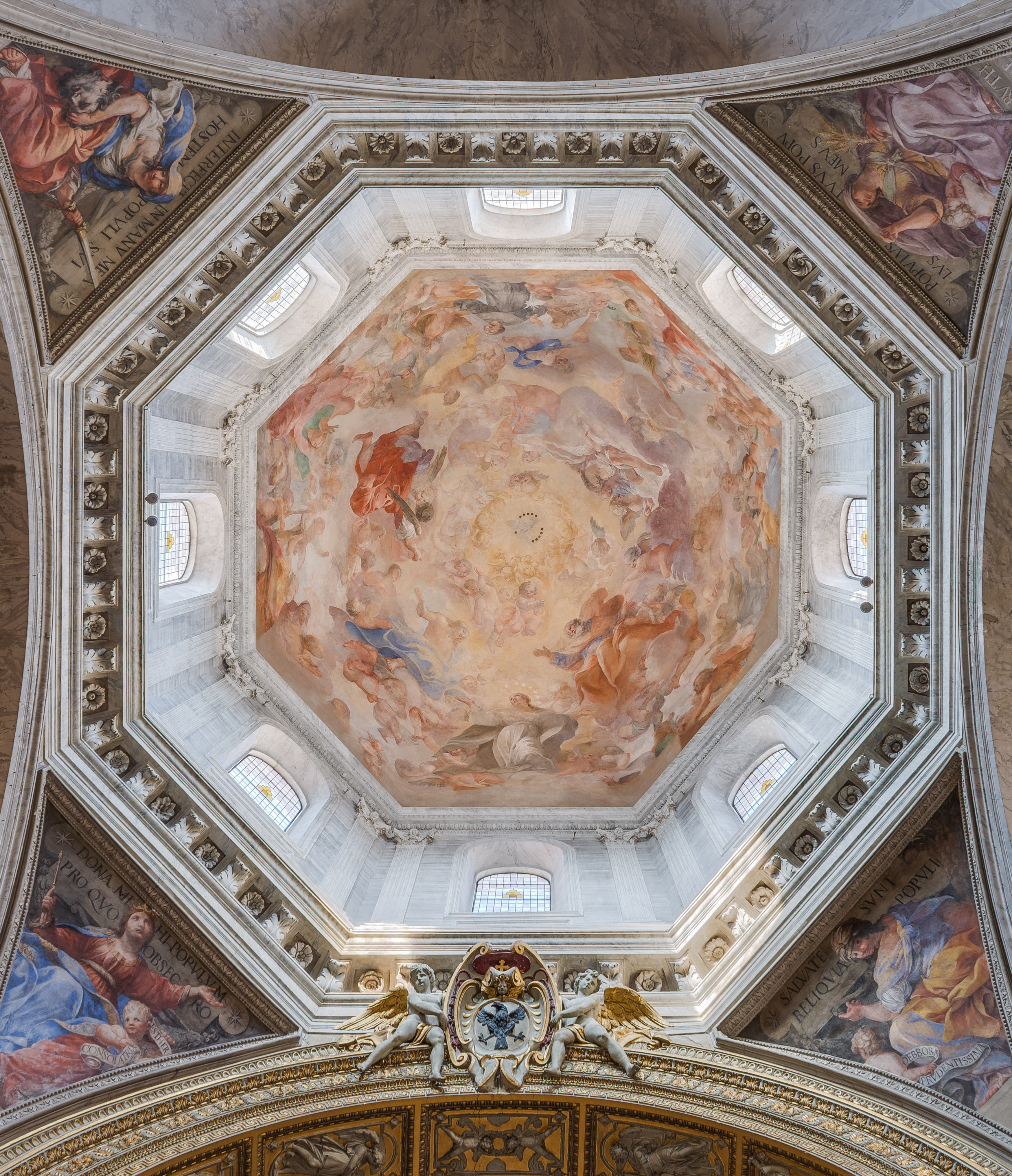
Главный купол церкви, 2015

Название церкви происходит от наименования «Площади народа» Пьяцца-дель-Пополо, основанной в конце XVI века и оформленной архитектором Джузеппе Валадье в 1811—1822-х годах. Название площади, в свою очередь, происходит от тополиной рощи, прежде росшей на этом месте у гробницы императора Нерона. Слова «тополь» (лат. populus) и «народ» являются в латинском языке омонимами. Эта версия исходит из народной легенды о том, что призрак покончившего собой императора Нерона посещает место своей гробницы по ночам. Гробница была разорена (археологи в 2000-х годах обнаружили её остатки за алтарём под полом церкви).
Папа Пасхалий II в 1099 году построил в этом месте, у городской стены, капеллу посвящённую Деве Марии на народные деньги, что и дало позднее название самой площади. В 1227 году капелла была расширена Папой Григорием IX, который также повелел перенести из капеллы Пресвятого Спасителя в Латеране в новую капеллу образ Святой Марии во время чумы (около 1230 года); чума после этого в городе прекратилась. Икона почитается в церкви до настоящего времени. Эта новая капелла в 1227—1235 годах стала церковью, а в 1250 году к церкви присоединили женский монастырь, вверенный монахам-августинцам ломбардской конгрегации. Позднее церковь неоднократно перестраивали и расширяли.
При Сиксте IV архитектор Джованнино де Дольчи (предположительно) в 1472—1477 годах возвёл ныне существующее здание на остатках романской капеллы 1099 года. Была построена трёхнефная базилика в форме латинского креста с четырьмя схожими капеллами с обеих сторон, восьмиугольным куполом над средокрестием и высокой колокольней.
Год завершения строительства храма указан на надписях над боковыми дверями фасада. На левой написано «SIXTUS·PP·IIII·FVNDAVIT·1477», на правой — «SIXTUS·PP·IIII·PONT·MAX·1477». Кампанила (колокольня) построена в XV веке у правого окончания трансепта храма в североитальянском ломбардском стиле с облицовкой терракотовыми плитками и шатровым навершием.
В 1507 году папа Юлий II дал разрешение богатому сиенскому банкиру Агостино Киджи, построить в храме мавзолей вместо второй боковой капеллы, посвящённой посвящена Деве Марии Лоретской. Капелла Киджи была спроектирована Рафаэлем Санти и частично завершена к 1516 году, но после этого её внутреннее убранство ещё долго оставалось незаконченным. В 1600 году Тиберио Черази (итал. Tiberio Cerasi), генеральный казначей папы Климента VIII, приобрёл право покровительства старой капелле Фоскари в левом трансепте и вскоре снёс её; взамен по проекту Карло Мадерно в 1600—1601 годах построена новая Капелла Черази(Чераси); она была украшена двумя роскошными картинами Караваджо («Обращение Савла»(итал. Conversione di San Paolo)(вариант Черази) и «Распятие святого Петра»); это самые значимые произведения искусства в базилике. В церкви хоронили многих знатных итальянцев, в том числе родственников римских пап.
Интерьер позже основательно перестраивали архитектор Донато Браманте (1505—1510 — новый хор за главным алтарём с фресками Пинтуриккио), Рафаэль, создавший капеллу Киджи, Джан Лоренцо Бернини(в 1650-е) при Александре VII, Карло Мадерно, который в 1665—1660 годах перепроектировал и расширил Капеллу Черази 
Церковь Санта-Мария дель Пополо является титулярной церковью. Кардиналом-священником с титулом церкви Санта-Мария дель Пополо с 24 марта 2006 года является польский кардинал Станислав Дзивиш.

## Архитектура
Ныне существующий фасад церкви оформлен по проекту Джан Лоренцо Бернини. Церковь построена в виде латинского креста, однако издали кажется центрической из-за возвышающегося над средокрестием купола и симметрии подкупольного пространства (проект Рафаэля Санти). Поэтому здание в целом считается памятником ренессансной архитектуры. Внутри храм имеет три нефа с четырьмя капеллами по каждой стороне, трансепт и пресбитерий. В период барокко были добавлены статуи в нишах. Наибольший интерес представляют капеллы церкви. Апсида и главный алтарь созданы Д. Браманте для Папы Юлия II в 1505—1513 гг. Скульптурные гробницы работы Андреа Сансовино (1505). В конхе — фреска умбрийского живописца Пинтуриккьо.
В капелле дела Ровере, первой справа (семьи, членами которой были Папы Сикст IV и Юлий II; их эмблему, дуб, можно увидеть в капелле), имеются две картины на дереве Пинтуриккьо. Капеллу оформляли Мино да Фьезоле и А. Бреньо. Следующая капелла Чибо создана архитектором Карло Фонтана в 1682—1687 годах. В следующей по правой стороне нефа «нижней капелле» делла Ровере, оформленной учениками А. Бреньо, можно увидеть фрески школы Пинтуриккьо.
В капелле семьи Черази (слева от главного алтаря) находятся две картины Караваджо: Обращение Савла и Распятие Св. Петра (1601). Над алтарём — картина Аннибале Карраччи «Вознесение Мадонны».
 Капелла Киджи  представляет собой выдающийся памятник архитектуры римского классицизма XVI века. Капеллу проектировал Рафаэль Санти в 1513—1516 годах для своего покровителя, банкира Агостино Киджи. В папской булле на разрешение строительства указывается, что капелла может служить не только местом для молитвы, но также и мавзолеем членов семьи.
Небольшая капелла (6 Х 6 м) увенчана куполом на световом барабане. Она представляет собой типично ренессансное произведение с ясными пропорциями и уравновешенностью частей. Купол и пол капеллы украшают мозаики, также созданные по рисункам Рафаэля.
Алтарную картину «Ассунта» должен был написать сам Рафаэль, но вышло так, что после смерти Рафаэля в 1520 году его ученик Себастьяно дель Пьомбо начал писать «Рождество Богоматери» в 1530 году, а завершил алтарь Франческо Сальвиати. До конца XVI века внутри храма находились картины написанные Рафаэлем специально для этой церкви портрет Папы Юлия II и «Мадонна с вуалью». Росписи в барабане между окнами и в парусах выполнил Ф. Сальвиати. По рисункам Рафаэля созданы две из четырёх скульптур в нишах, пророков: Илии, живущего милостью Бога в пустыне (1524—1525), и обнажённого Ионы, освобожденного из чрева кита, как символ воскресения из мертвых (1516—1520). В мраморе их выполнил Лоренцо Лотти из Флоренции по прозванию Лоренцетто, которому помогал начинающий скульптор Раффаэлло да Монтелупо.
В 1520 году (в один год с Рафаэлем) скончался заказчик Капеллы Агостино Киджи и все работы приостановились. Позднее, в 1652—1656 годах, работы заканчивал по заказу кардинала Фабио Киджи (с 1655 года Папа римский Александр VII) Джованни Лоренцо Бернини. Он завершил оформление всей капеллы и создал две недостающие статуи пророков: Аввакума с Ангелом и Даниила во рву львином. Алтарь оформлен Себастьяно дель Пьомбо. В центре капеллы на мозаичном полу в круглом медальоне изображён крылатый скелет с гербом семьи Киджи и латинской надписью «Mors.aD.CaeLos» (Смерть от Неба). Прописные буквы означают дату создания: MDCL (1650 год). Это Юбилейный год католической церкви, в который было сделано изображение. По сторонам капеллы установлены два саркофага: Агостино и Сиджисмондо Киджи. Саркофаги увенчаны пирамидальными обелисками из серо-розового мрамора: древний символ вечности, вероятно, заданный программой оформления капеллы, составленной папой Львом X.

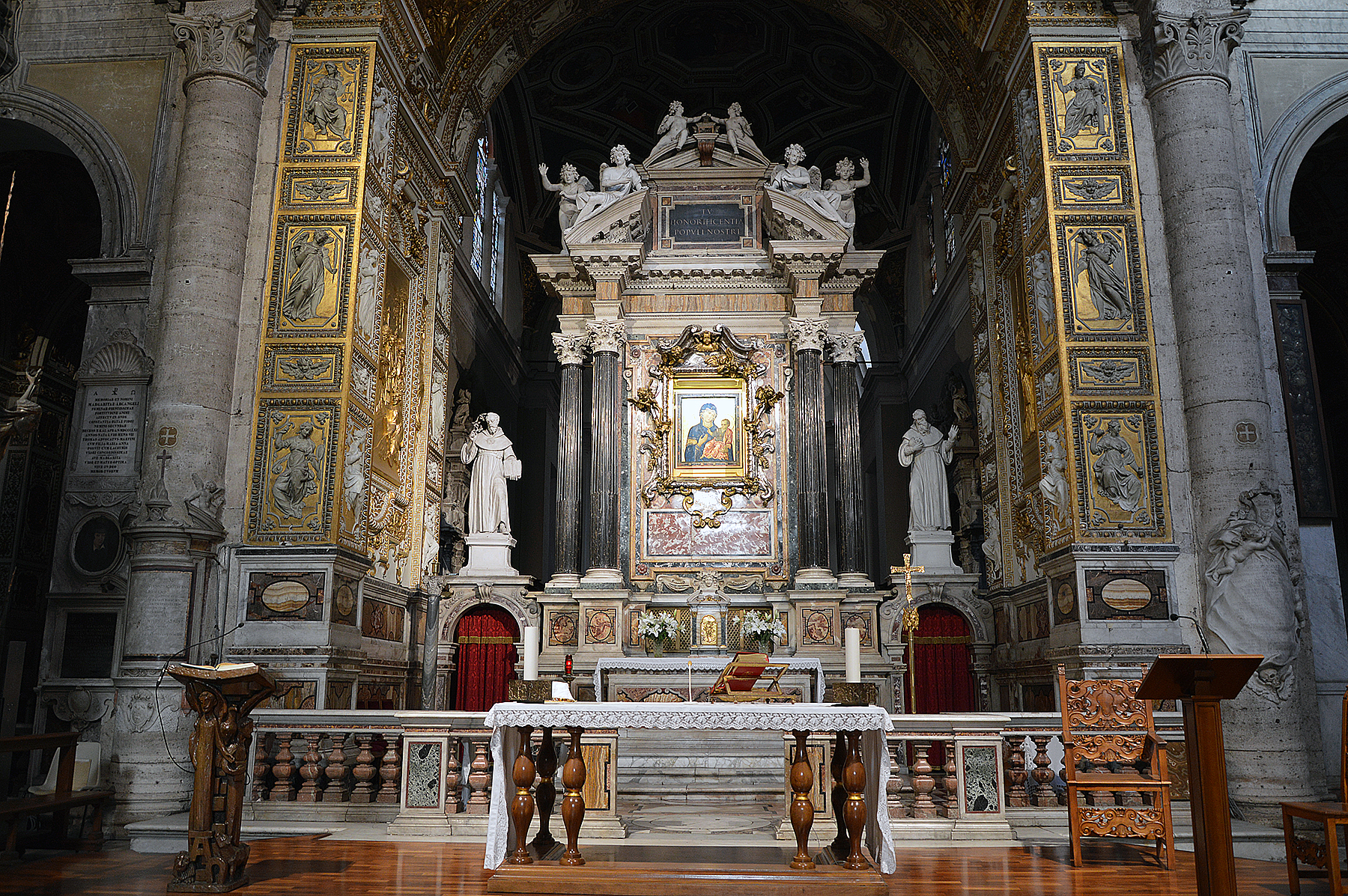
Главный алтарь
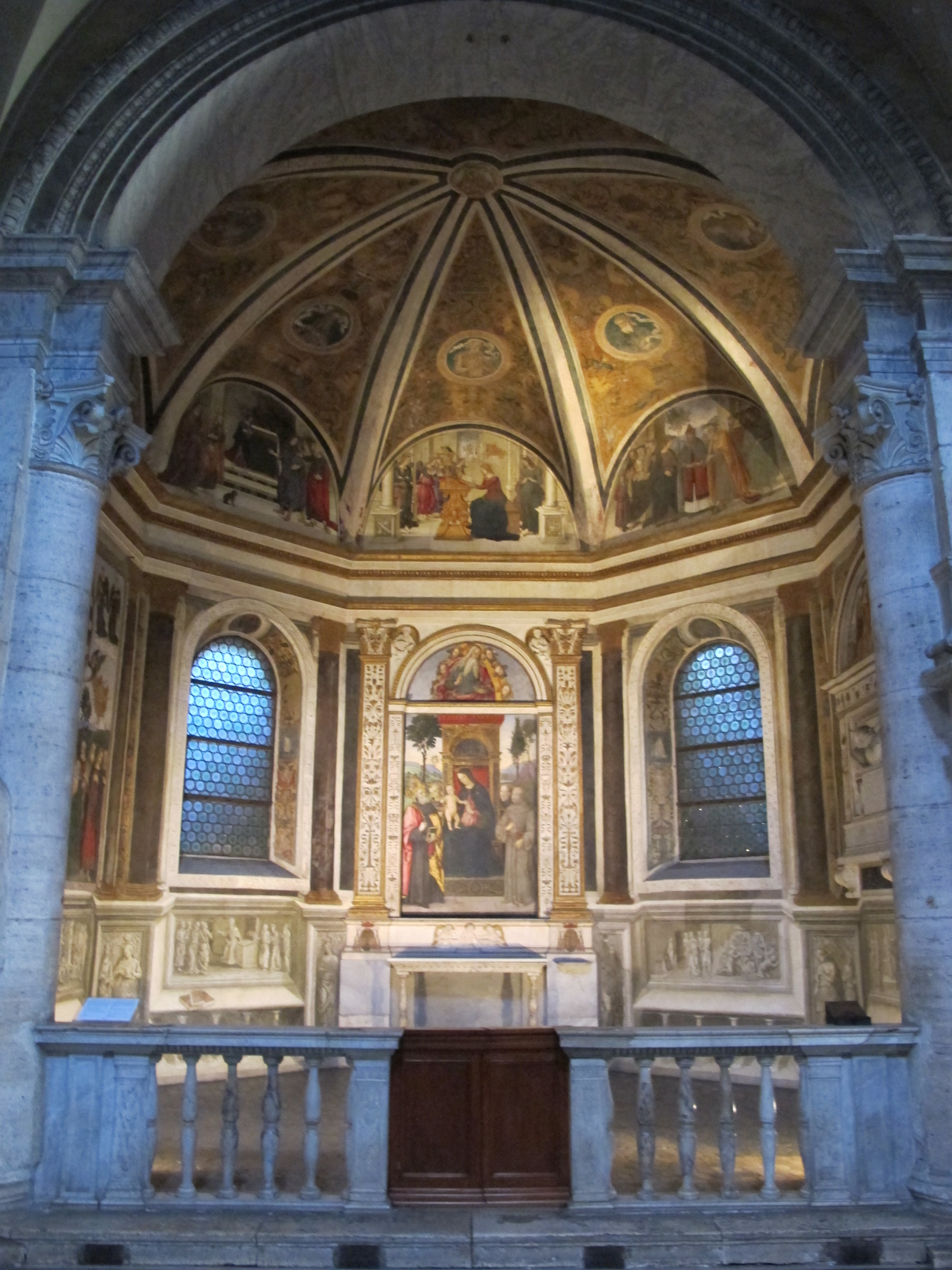
Нижняя капелла делла Ровере. Алтарные картины и фрески Пинтуриккьо
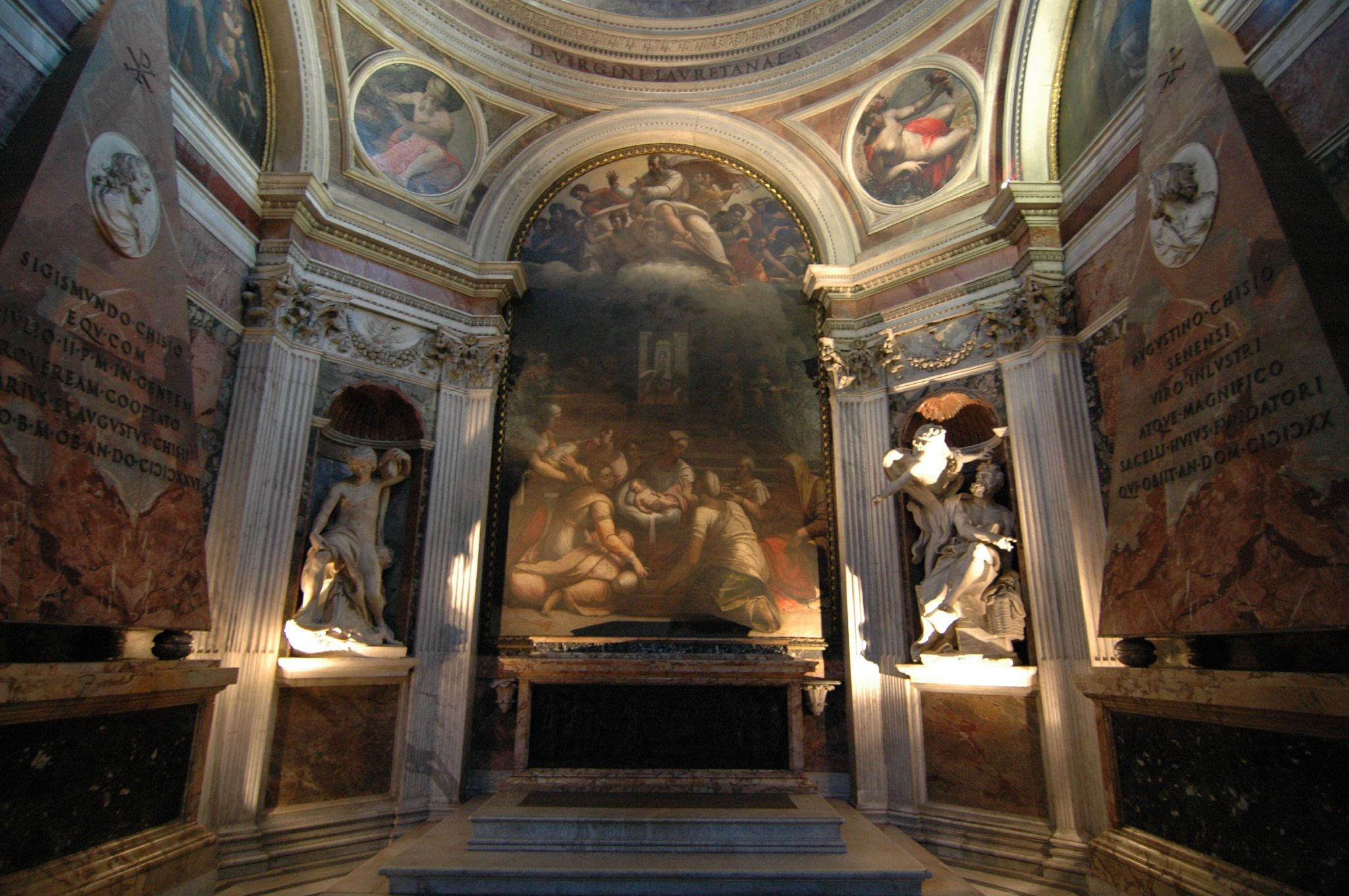
Капелла Киджи
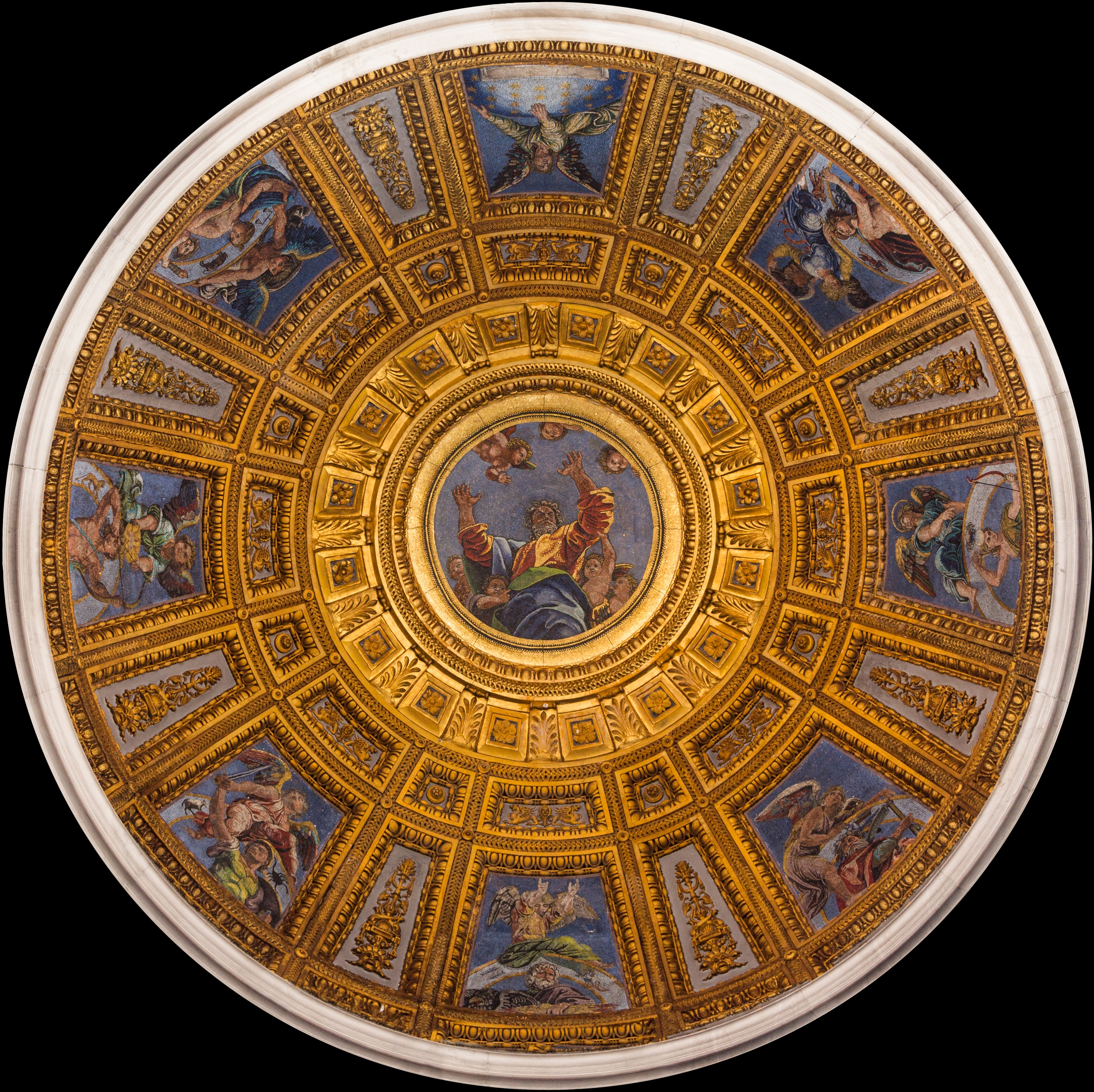
Мозаики купола капеллы Киджи по рисункам Рафаэля
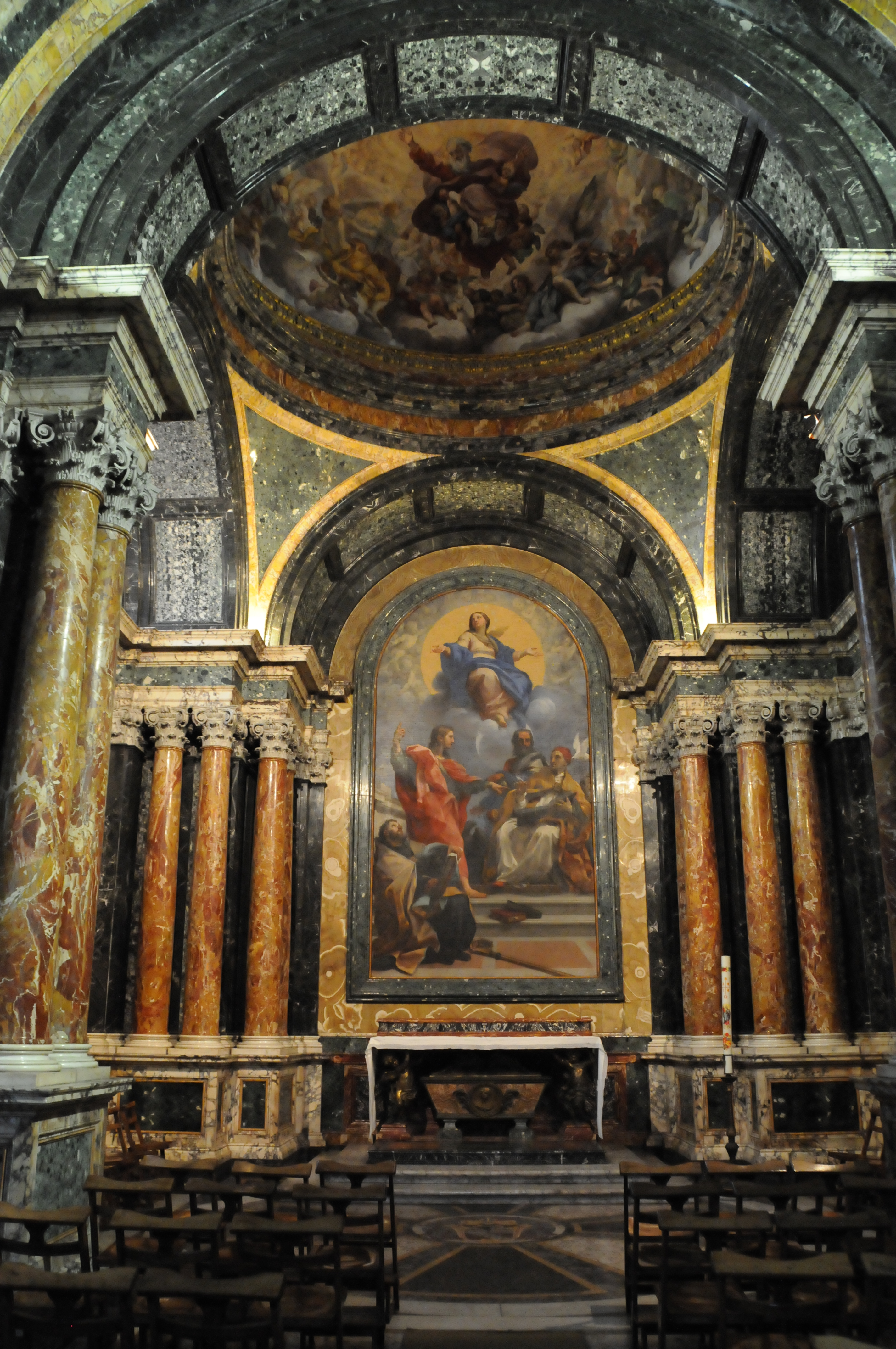
Капелла Чибо
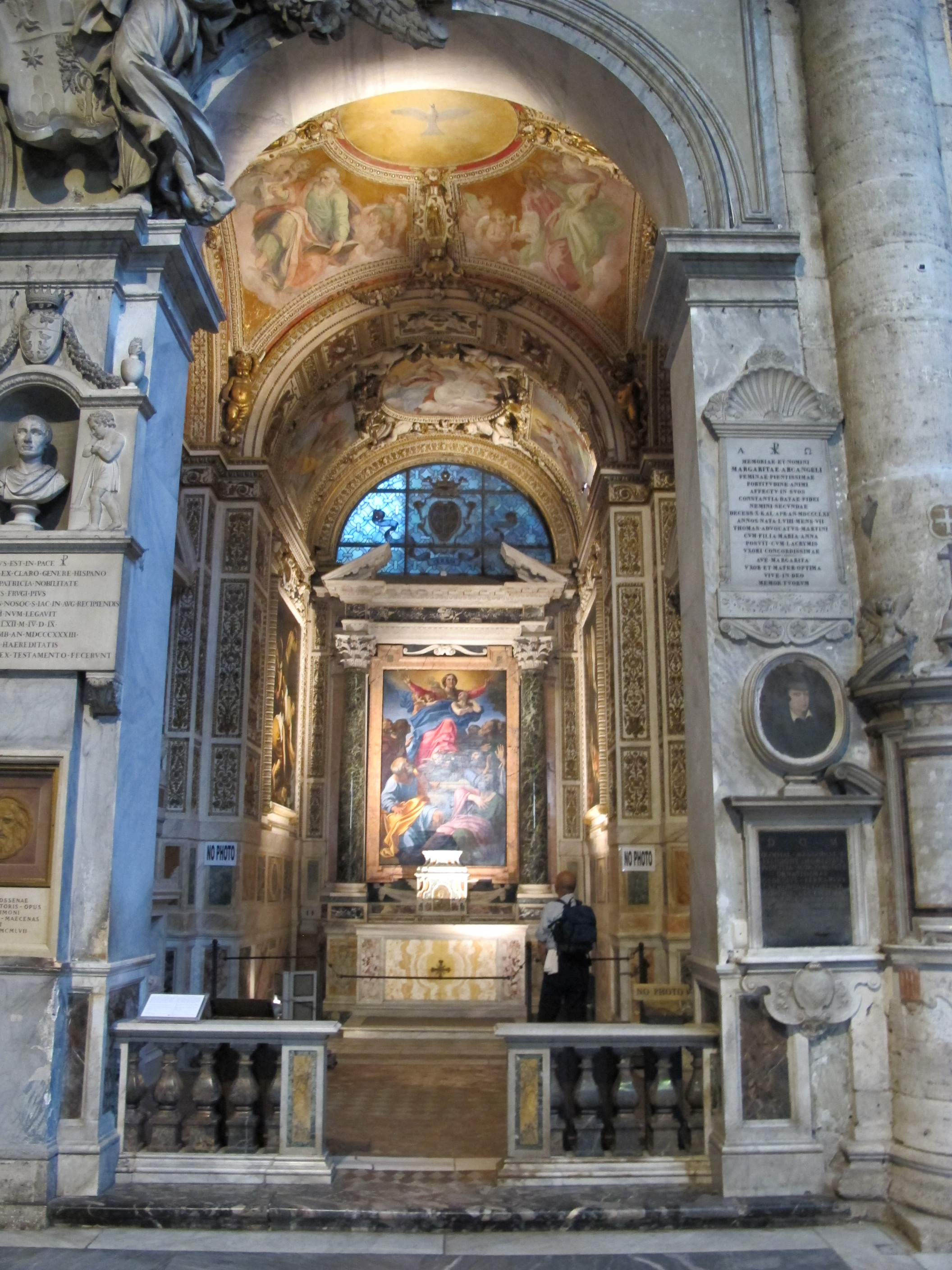
Капелла Черази